# سیارک ۲۷۲۴۴
سیارک ۲۷۲۴۴ (به انگلیسی: 27244 Parthasarathy، نامگذاری:1999VA34)۲۷۲۴۴مین سیارک کشف شده‌است که در ۰۳ نوامبر ۱۹۹۹ کشف شد.